# Tanja Sybkowa
Tanja Sybkowa (bułg.: Таня Събкова; ur. 10 czerwca 1988) – bułgarska siatkarka grająca na pozycji atakująca, reprezentantka kraju. Od sezonu 2011/12 występuje tureckim Beşiktaş JK.